# Rajd Szwecji 2006
Rezultaty Rajdu Szwecji, eliminacji Rajdowych Mistrzostw Świata, w 2006 roku, który odbył się w dniach 3–5 lutego:

## Klasyfikacja ostateczna
| Msc.    | Kierowca             | Pilot                | Samochód                      | Czas      | Strata   | Grupa | Punkty |
| ------- | -------------------- | -------------------- | ----------------------------- | --------- | -------- | ----- | ------ |
| 1.      | Marcus Grönholm      | Timo Rautiainen      | Ford Focus RS WRC 06          | 3:09:01.9 | 0.0      | A8 M  | 10     |
| 2.      | Sébastien Loeb       | Daniel Elena         | Citroën Xsara WRC             | 3:09:32.8 | 30.9     | A8 M  | 8      |
| 3.      | Daniel Carlsson      | Bosse Holmstrand     | Mitsubishi Lancer WR05        | 3:11:58.7 | 2:56.8   | A8    | 6      |
| 4.      | Gigi Galli           | Giovanni Bernacchini | Mitsubishi Lancer WR05        | 3:12:05.7 | 3:03.8   | A8    | 5      |
| 5.      | Thomas Rådström      | Jörgen Skallman      | Subaru S10 WRC                | 3:14:55.2 | 5:53.3   | A8    | 4      |
| 6.      | Kosti Katajamäki     | Timo Alanne          | Ford Focus RS WRC 04          | 3:16:36.7 | 7:34.8   | A8 M  | 3      |
| 7.      | Xavier Pons          | Carlos del Barrio    | Citroën Xsara WRC             | 3:17:37.5 | 8:35.6   | A8 M  | 2      |
| 8.      | Henning Solberg      | Cato Menkerud        | Peugeot 307 WRC               | 3:18:03.4 | 9:01.5   | A8 M  | 1      |
|         |                      |                      |                               |           |          |       |        |
| 11.     | Chris Atkinson       | Glenn Macneall       | Subaru Impreza WRC '06        | 3:20:35.4 | +11:33.5 | A8 M  |        |
| 12.     | Mikko Hirvonen       | Jarmo Lehtinen       | Ford Focus RS WRC '06         | 3:20:59.3 | +11:57.4 | A8 M  |        |
|         |                      |                      |                               |           |          |       |        |
| 14.     | Matthew Wilson       | Michael Orr          | Ford Focus RS WRC '04         | 3:23:42.3 | +14:40.4 | A8 M  |        |
|         |                      |                      |                               |           |          |       |        |
| 32.     | Stefan Karnabal      | Bartłomiej Boba      | Mitsubishi Lancer Evo VIII MR | 3:47:30,2 | 38:28,3  | N4    |        |
| 33.     | Michał Sołowow       | Maciej Baran         | Subaru Impreza WRC '05        | 3:48:36,0 | 39:34,1  | A8    |        |
|         |                      |                      |                               |           |          |       |        |
| 37.     | Michał Kościuszko    | Jarosław Baran       | Suzuki Ignis S1600            | 3:56:17,8 | 47:15,9  | A6    |        |
|         |                      |                      |                               |           |          |       |        |
| 42.     | Andrzej Mancin       | Ryszard Ciupka       | Mitsubishi Lancer Evo VII     | 4:05:01,8 | 55:59,9  | N4    |        |
| JWRC    |                      |                      |                               |           |          |       |        |
| 1.(19.) | Per-Gunnar Andersson | Jonas Andersson      | Suzuki Swift S1600            | 3:29:18.7 | 0.0      | A6    | 10     |
| 2.(20.) | Patrik Sandell       | Emil Axelsson        | Renault Clio S1600            | 3:30:11.8 | 53.1     | A6    | 8      |
| 3.(22.) | Urmo Aava            | Kuldar Sikk          | Suzuki Swift S1600            | 3:32:13.8 | 2:55.1   | A6    | 6      |
| 4.(25.) | Pavel Valoušek       | Pierangelo Scalvini  | Suzuki Swift S1600            | 3:36:01.0 | 6:42.3   | A6    | 5      |
| 5.(26.) | Kalle Pinomäki       | Mikko Markkula       | Renault Clio Ragnotti         | 3:37:24.5 | 8:05.8   | A6    | 4      |
| 6.(30.) | Jozef Béreš          | Petr Starý           | Suzuki Ignis S1600            | 3:43:36.5 | 14:17.8  | A6    | 3      |
| 7.(34.) | Peter Zachrisson     | Jan Svanström        | Suzuki Ignis S1600            | 3:50:24.6 | 21:05.9  | A6    | 2      |
| 8.(37.) | Michał Kościuszko    | Jarosław Baran       | Suzuki Ignis S1600            | 3:56:17.8 | 26:59.1  | A6    | 1      |

1. ↑  Litera M przy oznaczeniu grupy do której należy samochód oznacza, iż tylko ci kierowcy zdobywali punkty dla swoich zespołów liczonych w klasyfikacji producentów na koniec sezonu.

## Nie ukończyli
- Petter Solberg  – wykluczony
- Andreas Aigner  – awaria silnika
- Mattias Ekström  – wypadł z trasy
- Kristian Sohlberg  – awaria silnika

## Zwycięzcy odcinków specjalnych
| Numer | Nazwa            | Zwycięzca                   |
| ----- | ---------------- | --------------------------- |
| OS1   | Fredriksberg 1   | M. GRÖNHOLM / T. RAUTIAINEN |
| OS2   | Lejen 1          | M. GRÖNHOLM / T. RAUTIAINEN |
| OS3   | Fredriksberg 2   | G. GALLI / G. BERNACCHINI   |
| OS4   | Lejen 2          | S. LOEB / D. ELENA          |
| OS5   | Vargasen 1       | S. LOEB / D. ELENA          |
| OS6   | Hagfors Sprint 1 | S. LOEB / D. ELENA          |
| OS7   | Hara 1           | M. GRÖNHOLM / T. RAUTIAINEN |
| OS8   | Sundsjon 1       | M. GRÖNHOLM / T. RAUTIAINEN |
| OS9   | Likenas          | M. GRÖNHOLM / T. RAUTIAINEN |
| OS10  | Hara 2           | M. GRÖNHOLM / T. RAUTIAINEN |
| OS11  | Sundsjon 2       | M. GRÖNHOLM / T. RAUTIAINEN |
| OS12  | Vargasen 2       | S. LOEB / D. ELENA          |
| OS13  | Hagfors Sprint 2 | S. LOEB / D. ELENA          |
| OS14  | Lesjofors 1      | S. LOEB / D. ELENA          |
| OS15  | Rammen 1         | S. LOEB / D. ELENA          |
| OS16  | Malta 1          | S. LOEB / D. ELENA          |
| OS17  | Lesjofors 2      | M. GRÖNHOLM / T. RAUTIAINEN |
| OS18  | Rammen 2         | M. GRÖNHOLM / T. RAUTIAINEN |
| OS19  | Malta 2          | M. GRÖNHOLM / T. RAUTIAINEN |

## Klasyfikacja po 2 rundach
Tabele przedstawiają tylko pięć pierwszych miejsc.

### Kierowcy
| Lp. | Kierowca          | Pkt |
| --- | ----------------- | --- |
| 1   | Marcus Grönholm   | 20  |
| 2   | Sébastien Loeb    | 16  |
| 3   | Toni Gardemeister | 6   |
| 4   | Daniel Carlsson   | 6   |
| 5   | Manfred Stohl     | 5   |

### Producenci
| Lp. | Producent                  | Pkt |
| --- | -------------------------- | --- |
| 1   | BP Ford World Rally Team   | 26  |
| 2   | Kronos Total Citroën WRT   | 24  |
| 3   | OMV Peugeot Norway         | 10  |
| 4   | Subaru World Rally Team    | 8   |
| 5   | Stobart VK Ford Rally Team | 7   |